# Rumänische Eishockeyliga 1960/61
Die Saison 1960/61 war die 31. Spielzeit der rumänischen Eishockeyliga, der höchsten rumänischen Eishockeyspielklasse. Meister wurde zum insgesamt sechsten Mal in der Vereinsgeschichte CCA Bukarest.

## Hauptrunde

### Tabelle
|    | Klub                  |
| -- | --------------------- |
| 1. | CCA Bukarest          |
| 2. | Știința Cluj          |
| 3. | Voința Miercurea Ciuc |
| 4. | Știința Bukarest      |

Sp = Spiele, S = Siege, U = Unentschieden, N = Niederlagen